# Lila Tretikovová
Lila Tretikovová (rozená Lajla Treťjakovová, rusky Ляля Третьякова, * 25. ledna 1978 Moskva) je americká softwarová vývojářka ruského původu. V letech 2014–2016 byla výkonnou ředitelkou Nadace Wikimedia.
Narodila se v Moskvě v rodině matematika a filmové režisérky. Navštěvovala Lomonosovovu univerzitu a po rozpadu Sovětského svazu v 16 letech sama odjela do New Yorku. Na Kalifornské univerzitě v Berkeley vystudovala informatiku. V roce 1999 začala pracovat v Sun Microsystems a krátce na to založila firmu GrokDigital. V letech 2006–2014 byla ředitelkou firmy SugarCRM.